# Trygve Pedersen
Trygve Bjarne Pedersen (ur. 26 lipca 1884 w Oslo, zm. 13 sierpnia 1967 tamże) – norweski żeglarz, olimpijczyk, zdobywca brązowego medalu w regatach na Letnich Igrzyskach Olimpijskich w 1920 roku w Antwerpii.
Na Letnich Igrzyskach Olimpijskich 1920 zdobył brąz w żeglarskiej klasie klasie 6 metrów (formuła 1907). Załogę jachtu Stella tworzyli również Henrik Agersborg i Einar Berntsen.